# Crossrail (Suisse)
Ne doit pas être confondu avec Crossrail (Londres).

Ancien logo de Crossrail

Crossrail AG est une entreprise ferroviaire spécialisée dans le transport des marchandises. L'entreprise est née le 5 janvier 2004, par la scission du trafic voyageurs et marchandises des RM, les Transports régionaux du Mittelland ((de) Regionalverkehr Mittelland).
En 2007, elle fusionnera avec la société belge DLC (Dillen & Lejeune Cargo) ; cette dernière deviendra la filiale Crossrail Benelux NV.
Le siège de l'entreprise, initialement fixé à Wiler bei Utzenstorf, a été déplacé en février 2010 à Muttenz dans le canton de Bâle-Campagne, à proximité de la gare de triage bâloise.

## Capital
Depuis 2012, le capital est réparti par les entreprises suivantes :
- LeJeune Capital & Partners AG (20%)
- LKW Walter (25%)
- Hupac AG (25%)
- GTS General Transport Service (10%)
- MSC Belgium NV (10%)
- Bertschi AG (10%)

## Matériel roulant
À l'origine, la compagnie possédait cinq locomotives de type Re 436 :
- Re 436 111-9 « Sara », ex-EBT Re 4/4III 111 Bern
- Re 436 112-7 « Zita », ex-EBT Re 4/4III 112 Solothurn
- Re 436 113-5 « Marianne », ex-EBT Re 4/4III 113 Thun
- Re 436 114-3 « Natalie », ex-VHB Re 4/4III 141 Luzern
- Re 436 115-0 « Ivon », ex-SMB Re 4/4III 181 Lebern Amt

Par la suite, la société a acquis par location divers véhicules moteurs.
- 7 BR 185.2 TRAXX F140 AC2 (3 louées à MRCE dès 2005, 4 louées à CB Rail dès 2007) ;
- 2 Re 484 TRAXX F140 MS (louées à MRCE dès 2006) ;
- 2 Re 482 TRAXX F140 AC (louées à CFF Cargo, et opérée par RBH).

À la suite d'un accident survenu le 28 janvier 2010 en gare de Brigue, la Re 436 113-5 a été radiée.

### Crossrail Benelux
La filiale Crossrail Benelux MV exploite également des locomotives Diesel Classe 66.

## Galerie de photos

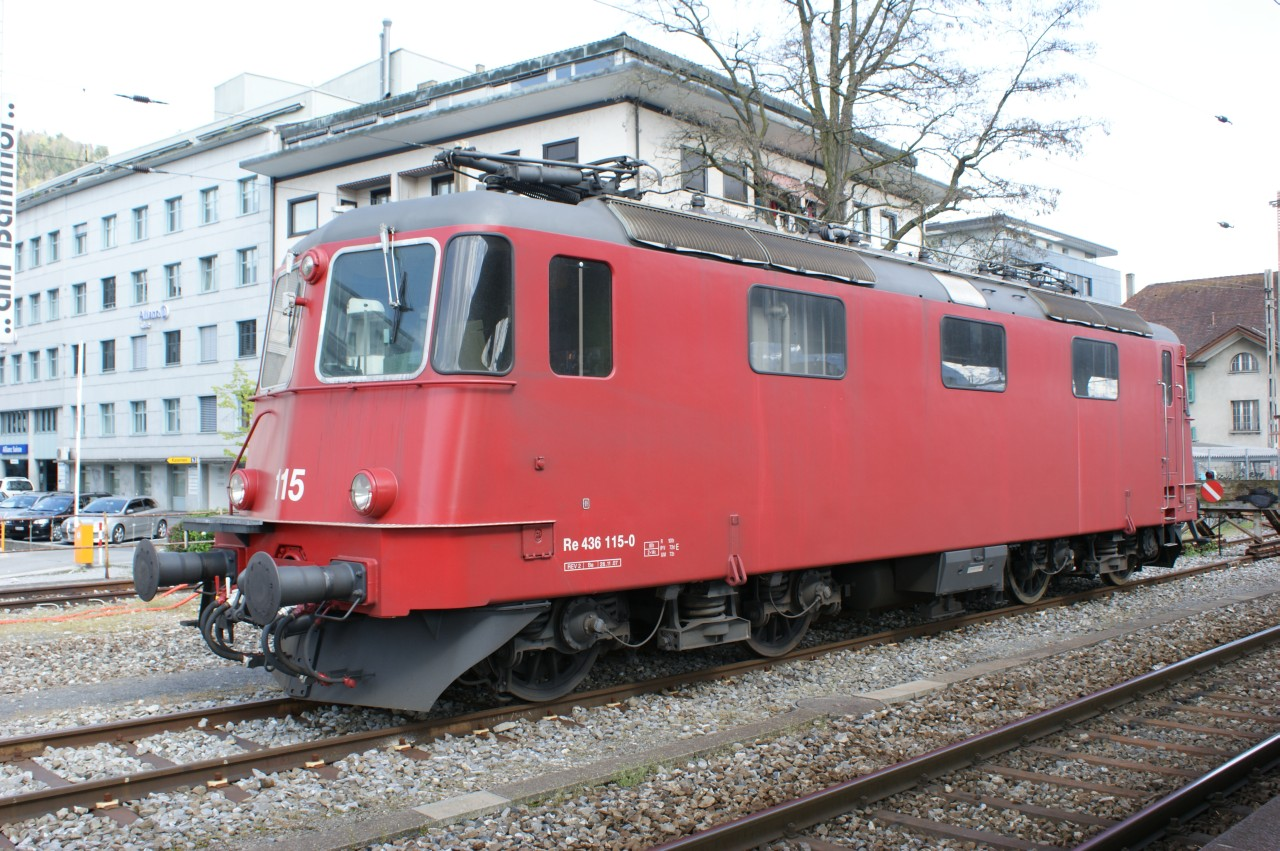
Re 436 115-0 à Thoune
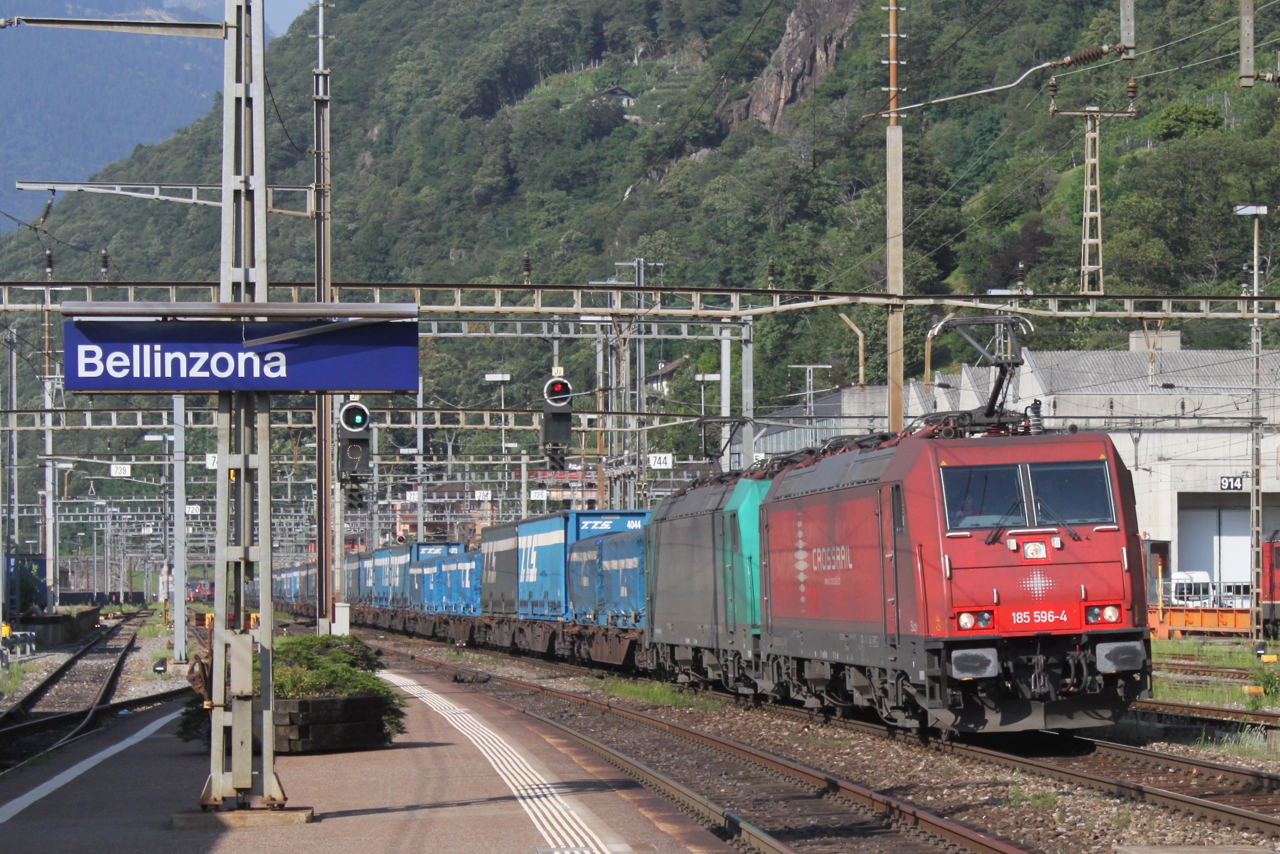
BR 185 596-4 à Bellinzone
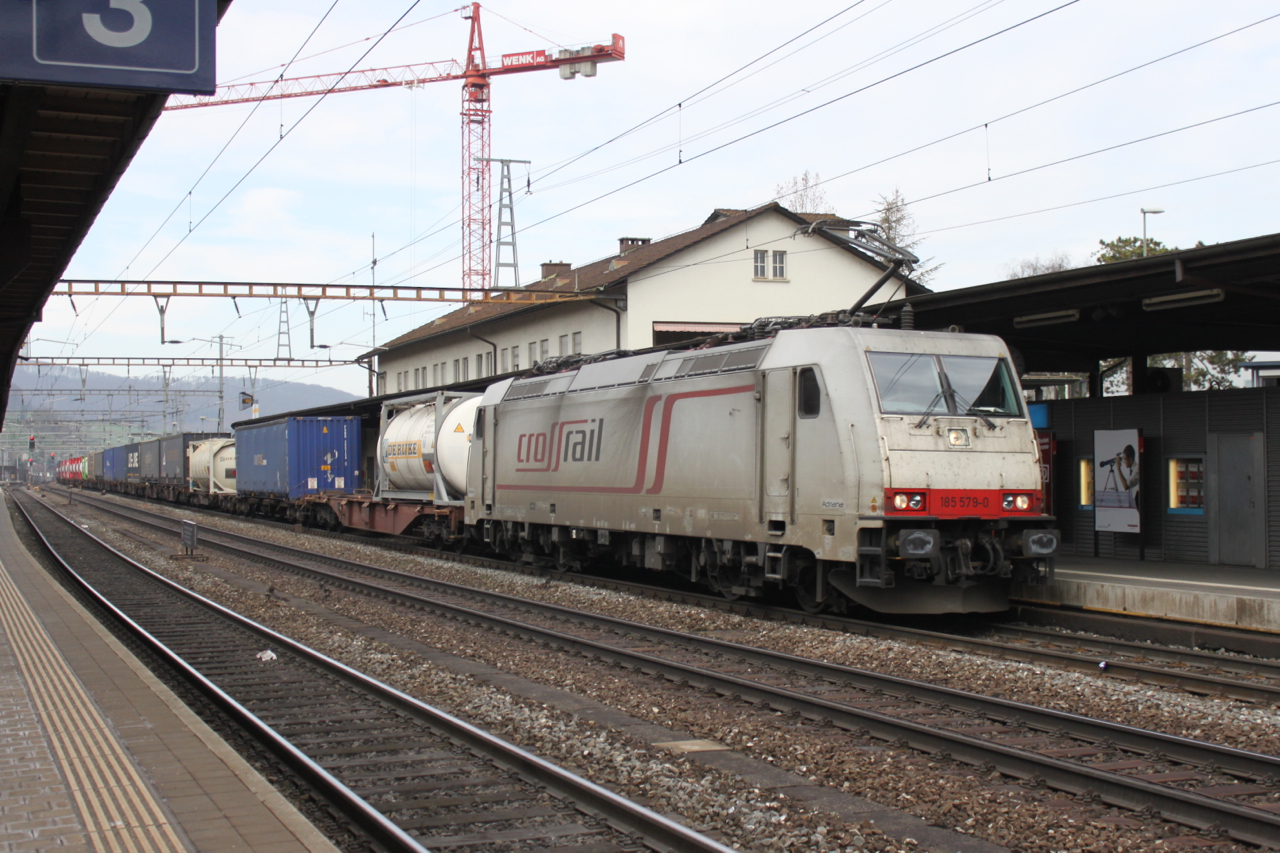
BR 185 579-0 à Liestal
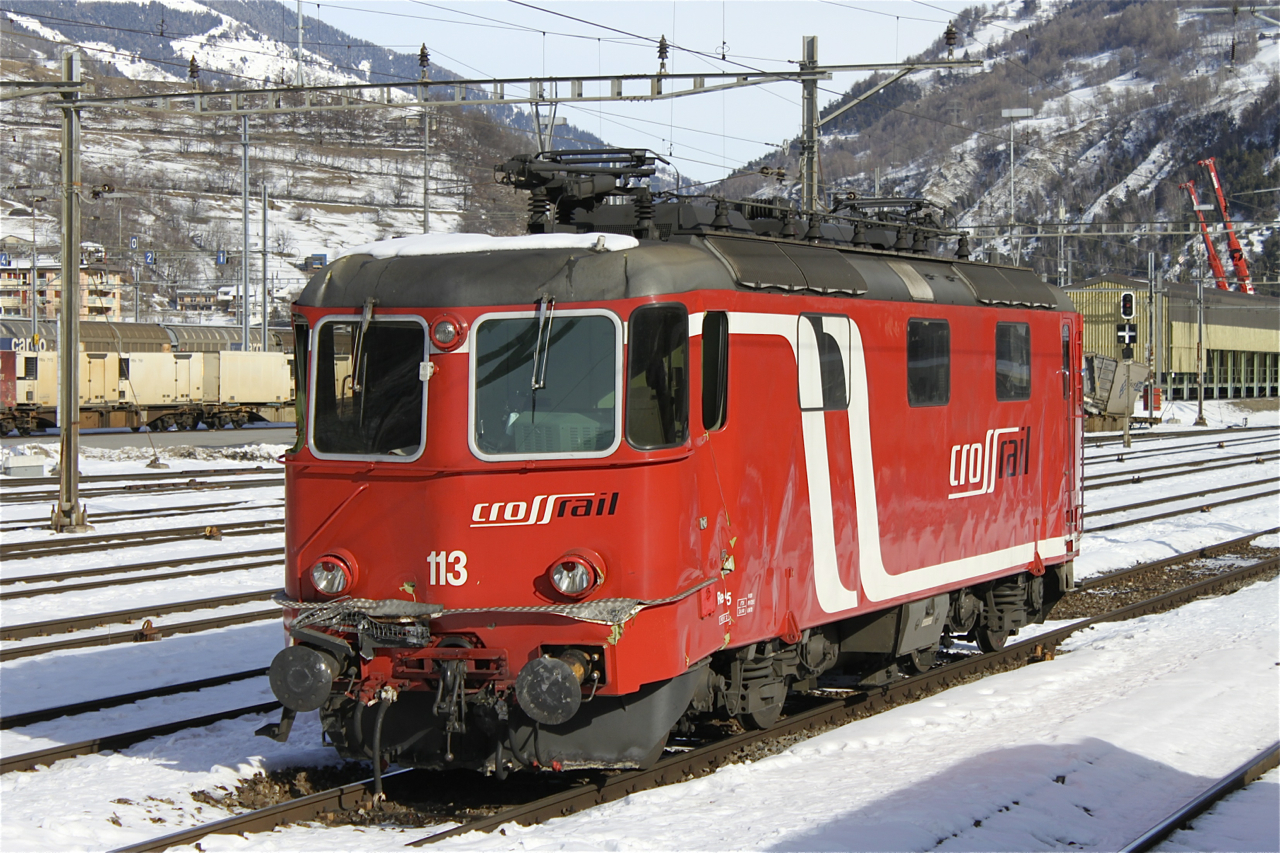
Re 436 113-5 accidentée à Brigue
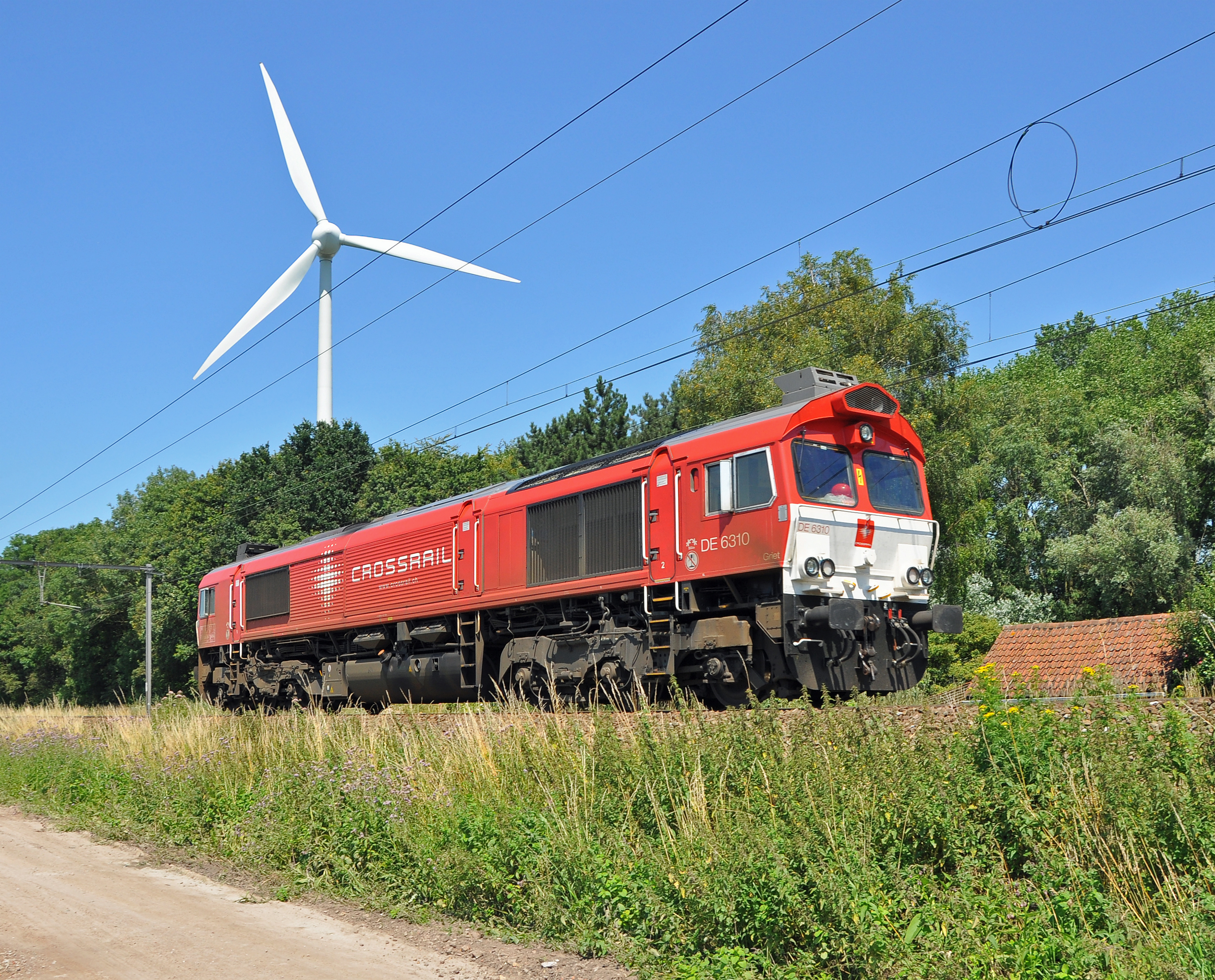
Classe 66 DE 6310 près de Bruges